# Agía Kyriakí (Messénie)
Agía Kyriakí, en grec moderne : Αγία Κυριακή, est un village du dème de Triphylie, district régional de Messénie, en Grèce.
Selon le recensement de 2011, la population du village s'élève à 197 habitants.